# Labruguière
Labruguière is een gemeente in het Franse departement Tarn (regio Occitanie). De plaats maakt deel uit van het arrondissement Castres. Labruguière telde op 1 januari 2022 6.567 inwoners.
De voornaamste bezienswaardigheden zijn de kerk Saint-Thyrs en de markthal uit de 13e eeuw. De Espace photographique Arthur Batut is gewijd aan het werk van Arthur Batut, een pionier van de fotografie vanuit de lucht.

## Geschiedenis
De plaats ontstond bij een kasteel dat werd gebouwd aan de samenvloeiing van de Montimont en de Thoré. Dit kasteel was in de 11e eeuw een bezit van de burggraven van Lautrec. In de 12e eeuw lag er al een dorp rond de kerk Saint-Thyrs aan de voet van het kasteel. En in de 13e eeuw was er sprake van een ommuurde stad met drie stadspoorten. Labruguière kreeg stadsrechten in 1266. De groei van Labruguière werd gestopt door de Honderdjarige Oorlog maar hernam hierna. In de 17e eeuw lieten de heren van Cardaillac een nieuw kasteel bouwen in Labruguière. De textielindustrie bloeide en in de 17e en 18e eeuw bouwden rijke burgers nieuwe, stenen huizen in de stad.

## Geografie
De oppervlakte van Labruguière bedroeg op 1 januari 2022 60,73 vierkante kilometer; de bevolkingsdichtheid was toen 108,1 inwoners per km². De Thoré stroomt door de gemeente. Het gemeentebos (Forêt de Montaut) in het zuiden van de gemeente maakt deel uit van het massief Montagne Noire en ligt in het natuurgebied Parc Régional du Haut Languedoc. Hier ligt het hoogste punt van de gemeente, de Therme Noir (1031 m).
De onderstaande kaart toont de ligging van Labruguière met de belangrijkste infrastructuur en aangrenzende gemeenten.

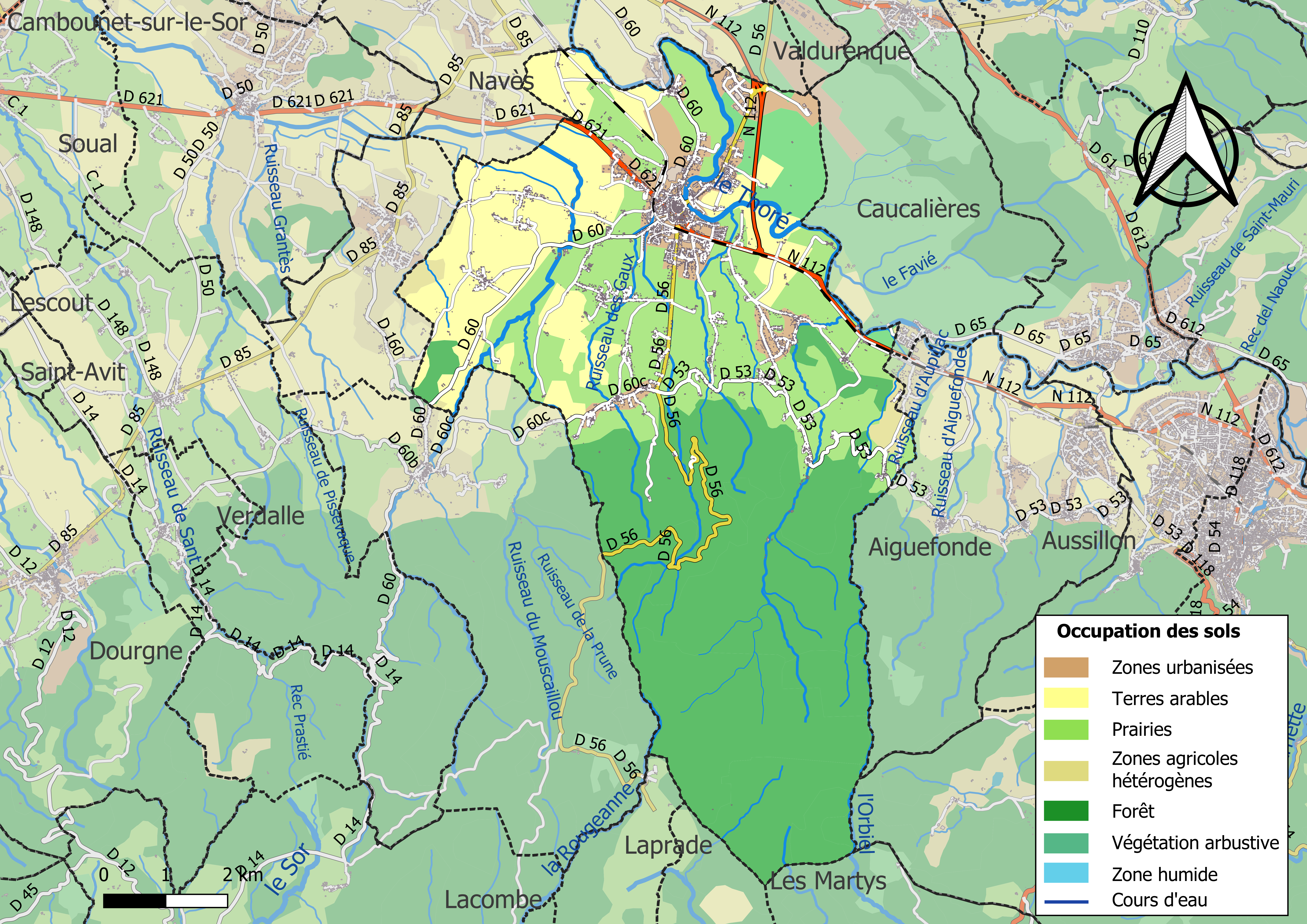

## Verkeer en vervoer
In de gemeente ligt spoorwegstation Labruguière.

## Demografie
Onderstaande figuur toont het verloop van het inwonertal (bron: INSEE-tellingen).

## Geboren in Labruguière
- Pierre Maguelon (1933-2010), acteur